# 冷凍凶獣の惨殺
『冷凍凶獣の惨殺』（れいとうきょうじゅうのざんさつ、Reptilicus）は1961年に製作されたデンマークの怪獣映画。別邦題に『原始獣レプティリカス』(VHS)、『原始獣レプティリカス 冷凍凶獣の惨殺』(DVD)がある。
デンマーク唯一の怪獣映画として、同国でカルト的な人気を得ている。

## ストーリー
ツンドラ地帯の鉱山で採掘作業中に、地中から巨大な動物の体の一部が発見された。科学者が調べた結果、爬虫類と哺乳類の中間の進化段階にある古代生物とわかり、「レプティリカス（Reptilicus）」と命名される。肉片はデンマークに運ばれ培養液に入れられるが、強力な再生能力を持っていたので短時間に巨大怪獣になり、人間を襲って海に姿を消す。海軍が出動して爆雷攻撃を行なう。科学者は、爆発で怪獣の体が破壊されたら再生して多くの個体ができると警告するが、時既に遅く、レプティリカスの前足は爆雷で吹き飛ばされた。レプティリカスは再びデンマークに上陸し、コペンハーゲンの市街地を荒らし回り、口から強酸の液を吐いて人間を殺して行く。軍が迎撃するが、その体は硬いうろこに覆われており、大砲も役に立たない。あわやと思われたが、口の中は柔らかい事に気付いた軍首脳たちは、怪獣の口に強力な麻酔弾を撃ち込んで倒す。しかし、海底に沈んだ前足は徐々に成長しつつあった。

## キャスト
- ベント・メディング（スヴェン・ヴィルトルフ）
- アズボーン・アンダーソン（コペンハーゲン水族館・マルテンス教授）
- ポール・ウィルデイカー（マルテンス教授の助手・ダルビー博士）
- アン・スミルナー（リサ・マルテンス）
- ミミ・ハインリヒ（カレン・マルテンス）
- ディルチ・パッサー（ピーターソン）
- マーラ・ベーレン（コニー・ミラー博士）
- カール・オットーセン（マーク・グレイソン准将）
- オル・ウィズバーグ（ブラント大尉）
- バーサ・ウィルケ

## 評価
Rotten Tomatoesには8件のレビューが寄せられ支持率25%、平均評価3.9/10となっている。レオナルド・マルティンは「脚本が最後のシーンにいたるまで、およそ考えられる全てのモンスター映画の決まり文句ばかりで笑うしかない」と低評価を下している。TV Guideは1/4の星を与え、「かなり貧弱なモンスター映画」と酷評している。Creative Loafingのマット・ブロンソンは「外国人俳優のぎこちない吹き替え、予算50ドル程度にしか見えない特殊効果、笑ってしまうような真面目な会話シーン、コミックリリーフを誘うような間抜けなキャラクター……今まで作られたカルト作品で見る価値があるとすれば、これはその一つです」と酷評している。